# Rhynchina claudiae
Rhynchina claudiae är en fjärilsart som beskrevs av Martin Lödl 1998. Rhynchina claudiae ingår i släktet Rhynchina och familjen nattflyn. Inga underarter finns listade.